# Aristida sieberiana
Aristida sieberiana là một loài thực vật có hoa trong họ Hòa thảo. Loài này được Trin. mô tả khoa học đầu tiên năm 1821.